# Bear McCreary
Bear McCreary (Fort Lauderdale, Florida, 1979. február 17. –) amerikai zenész, film-, televízió- és videojátékzeneszerző, Los Angelesben, Kaliforniában él. Munkái közé tartozik a Battlestar Galactica (2004), az Agents of S.H.I.E.L.D., az Outlander, a The Walking Dead, A Gyűrűk Ura: A hatalom gyűrűi című televíziós sorozatok zenéje: The Rings of Power, The Serpent Queen, a Call of Duty: Vanguard, God of War és God of War Ragnarök című videojátékok, valamint a Godzilla: King of the Monsters című film.
McCreary-t az Outlander első évadában végzett munkájáért jelölték Emmy-díjra a sorozat kiváló zenei zeneszerzéséért, és nyert egy Emmy-t a Da Vinci's Demons főcímzenéjéért, valamint kétszeres győztese a Brit Akadémia Játékok Zenei Díjának a God of War és a Ragnarök című filmekben végzett munkájáért.

## Albumai
| Album információ                                                                            |
| ------------------------------------------------------------------------------------------- |
| Battlestar Galactica: Season One - Típus: OST - Kiadás: 2005. június 25. - Tracks: 30       |
| Battlestar Galactica: Season Two - Típus: OST - Kiadás: 2006. június 20. - Számok: 23       |
| Rest Stop - Típus: Motion Picture Soundtrack - Kiadás: 2006. december 12. - Számok: 17      |
| Wrong Turn 2 - Típus: Motion Picture Soundtrack - Kiadás: 2007. szeptember 18. - Számok: 16 |
| Battlestar Galactica: Season Three - Típus: OST - Kiadás: 2007. október 23. - Számok: 21    |